# Andante & Finale op. 79
Bei dem als Andante & Finale op. 79 publizierten Werk von Pjotr Iljitsch Tschaikowski handelt es sich um den zweiten und dritten Satz des Klavierkonzerts Nr. 3 Es-Dur. Der erste Satz erschien als Allegro Brillante op. 75.
Tschaikowski hat das Konzert im Jahr 1893 aus den Entwürfen einer verworfenen Sinfonie Es-Dur (1892) parallel zur Arbeit an der sechsten Sinfonie, der Pathétique, gestaltet.
Das gesamte Konzert liegt in Gestalt von Skizzen sowie einer Reinschrift für zwei Klaviere vom Komponisten vor (Klavier 1 = Solo; Klavier 2 = Orchesterpart mit Instrumentations-Hinweisen). Tschaikowski konnte nur den ersten Satz des Konzertes instrumentieren. Die Instrumentierung von Andante und Finale stammt von Sergej Tanejew.